# Austromordella
Austromordella là một chi bọ cánh cứng trong họ Mordellidae.
Chi này được miêu tả khoa học năm 1950 bởi Ermisch.

## Các loài
Chi này gồm các loài:
- Austromordella demarzi Ermisch, 1963
- Austromordella niveosuturalis Lea
- Austromordella tarsata Ermisch, 1950
- Austromordella verticordiae Lea